# Tropidion semirufum
Tropidion semirufum är en skalbaggsart som beskrevs av Martins 1968. Tropidion semirufum ingår i släktet Tropidion och familjen långhorningar. Inga underarter finns listade i Catalogue of Life.